# Abdül Kadir (додредноут)
«Абдул Кадір» був лінкором-додредноутом, закладеним у 1892 році в Імператорському арсеналі в Константинополі для Османського флоту, першим кораблем такого класу, який було замовлено Османською імперією. Роботи над кораблем йшли дуже повільно, насамперед через брак коштів. Через два роки були зведені лише рами для корпусу, а до моменту зупинки робіт у 1906 році корпус був лише частково зведений. Під час тривалого будівництва опори кіля змістилися, що порушило конструкцію і не дозволило завершити будівництво. Недобудований корабель остаточно розібрали на металобрухт у 1909 році.

## Конструкція
«Абдул Кадір»  послідувала за серією броньованих військових кораблів, побудованих у 1860-1870-х роках. У 1876 році султан Мурад V був скинутий. Османський флот зіграв певну роль у перевороті, в результаті якого Абдул Гамід II посів на престол. Як наслідок, новий султан підозріло ставився до флоту і намагався зменшити його вплив, припиняючи фінансування та не замовляючи нових основних кораблів протягом наступного десятиліття. Однак до кінця 1880-х років кораблі, побудовані його попередниками, швидко застарівали,  особливо порівняно з іноземними проектами, такими як британські додредноути типу «Роял Соверін».
Що ще важливіше, грецький флот — головний суперник османського флоту — замовив у 1885 році три броненосці берегової оборони типу «Ідра».  Ці кораблі, хоч і менші за старіші османські броненосці, утримувалися в набагато кращому стані готовності, ніж османські кораблі, які простоювали в Мармуровому морі, не отримуючи належного технічного обслуговування.  У 1890 році уряд Османської імперії схвалив велику програму будівництва, яка включала два лінкори на базі французького «Гош», а також кілька крейсерів і менших кораблів. Два лінкори за зразком «Гош» не були побудовані.  Натомість того ж року було замовлено меншу конструкцію під назвою «Абдул Кадір».  Разом зі старим  броненосцем з центральною батарею «Месудіє» він мав стати одним із найбільших кораблів Османського флоту.